# The Sarah Silverman Program./Episodenliste

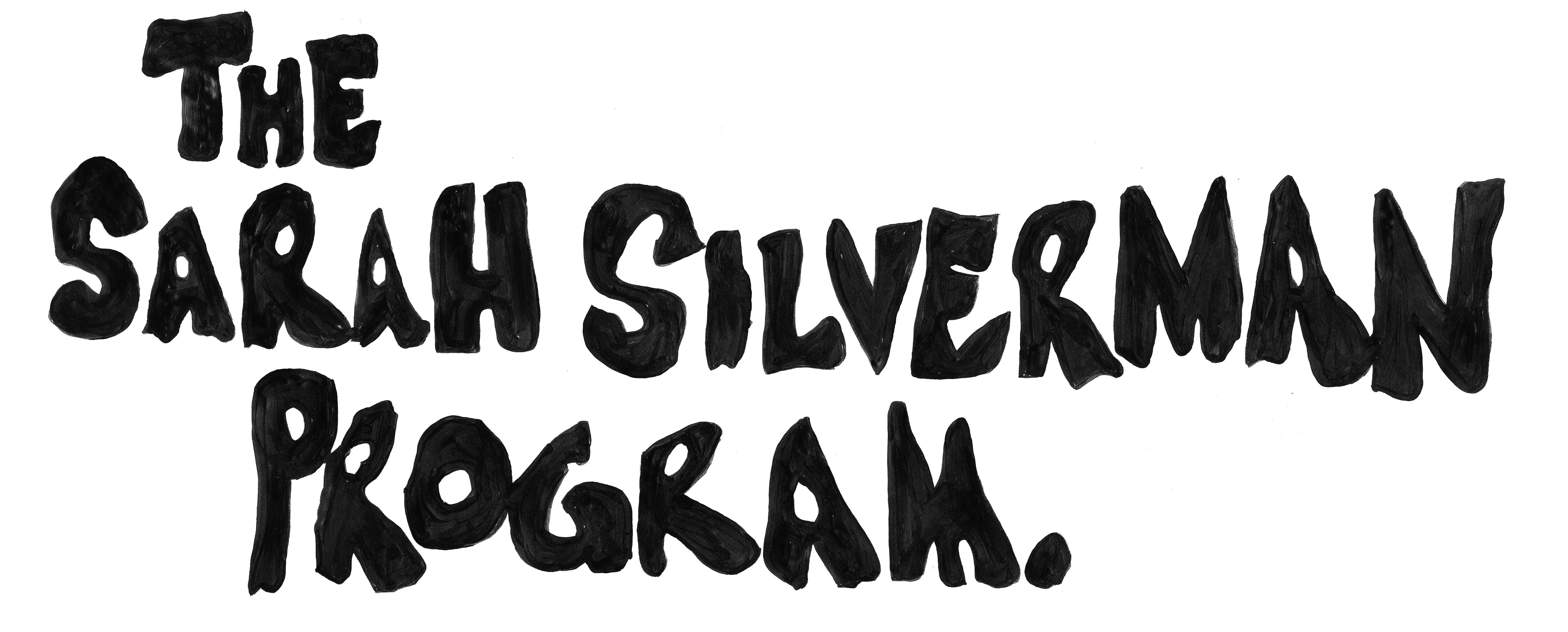
Logo zur Serie

Diese Episodenliste enthält alle Episoden der US-amerikanischen Comedyserie The Sarah Silverman Program., sortiert nach der US-amerikanischen Erstausstrahlung. In den Jahren 2007 bis 2010 wurden in drei Staffeln insgesamt 32 Episoden mit einer Länge von jeweils etwa 21 Minuten produziert.

## Übersicht
| Staffel | Episodenanzahl | Erstausstrahlung USA | Erstausstrahlung USA | Deutschsprachige Erstausstrahlung | Deutschsprachige Erstausstrahlung |
| Staffel | Episodenanzahl | Staffelpremiere      | Staffelfinale        | Staffelpremiere                   | Staffelfinale                     |
| ------- | -------------- | -------------------- | -------------------- | --------------------------------- | --------------------------------- |
| 1       | 6              | 1. Februar 2007      | 8. März 2007         | 23. Oktober 2008                  | 27. November 2008                 |
| 2       | 16             | 3. Oktober 2007      | 11. Dezember 2008    | 4. Dezember 2008                  | 19. März 2009                     |
| 3       | 10             | 4. Februar 2010      | 15. April 2010       |                                   |                                   |

## Staffel 1
Die Erstausstrahlung der ersten Staffel war vom 1. Februar bis zum 8. März 2007 auf dem US-amerikanischen Fernsehsender Comedy Central zu sehen. Die deutschsprachige Erstausstrahlung sendete der deutschsprachige Ableger Comedy Central Deutschland vom 23. Oktober bis zum 27. November 2008.
| Nr. (ges.) | Nr. (St.) | Deutscher Titel             | Originaltitel            | Erstausstrahlung USA | Deutschsprachige Erstausstrahlung (D) |
| ---------- | --------- | --------------------------- | ------------------------ | -------------------- | ------------------------------------- |
| 1          | 1         | Officer Jay                 | Officer Jay              | 1. Feb. 2007         | 30. Okt. 2008                         |
| 2          | 2         | Menschenfreundin des Jahres | Humanitarian of the Year | 8. Feb. 2007         | 6. Nov. 2008                          |
| 3          | 3         | Positiv negativ             | Positively Negative      | 15. Feb. 2007        | 13. Nov. 2008                         |
| 4          | 4         | Nicht ohne meine Tochter    | Not Without My Daughter  | 22. Feb. 2007        | 20. Nov. 2008                         |
| 5          | 5         | Lesbenstress                | Muffin’ Man              | 1. März 2007         | 27. Nov. 2008                         |
| 6          | 6         | Batterien                   | Batteries                | 8. März 2007         | 23. Okt. 2008                         |

## Staffel 2
Die Erstausstrahlung der ersten sechs Episoden der zweiten Staffel fand vom 3. Oktober bis zum 7. November 2007 auf dem US-amerikanischen Fernsehsender Comedy Central statt. Die restlichen zehn Episoden wurden zwischen dem 8. Oktober und dem 11. Dezember 2008 gesendet. Die deutschsprachige Erstausstrahlung war vom 4. Dezember 2008 bis zum 19. März 2009 auf dem deutschsprachigen Ableger Comedy Central Deutschland zu sehen.
| Nr. (ges.) | Nr. (St.) | Deutscher Titel            | Originaltitel                                        | Erstausstrahlung USA | Deutschsprachige Erstausstrahlung (D) |
| ---------- | --------- | -------------------------- | ---------------------------------------------------- | -------------------- | ------------------------------------- |
| 7          | 1         | Babies und Bomben          | Bored of the Rings                                   | 3. Okt. 2007         | 4. Dez. 2008                          |
| 8          | 2         | Eine Frage des Geschmacks  | Joan of Arf                                          | 10. Okt. 2007        | 11. Dez. 2008                         |
| 9          | 3         | Sarah sieht schwarz        | Face Wars                                            | 17. Okt. 2007        | 18. Dez. 2008                         |
| 10         | 4         | Kekse und Kacke            | Doodie                                               | 24. Okt. 2007        | 25. Dez. 2008                         |
| 11         | 5         | Oh Gott!                   | Ah, Men                                              | 31. Okt. 2007        | 1. Jan. 2009                          |
| 12         | 6         | Dora … verzweifelt gesucht | Maid to Border aka Brian’s Song                      | 7. Nov. 2007         | 8. Jan. 2009                          |
| 13         | 7         | High! Ich bin es, Sarah    | High, It’s Sarah                                     | 8. Okt. 2008         | 15. Jan. 2009                         |
| 14         | 8         | Mongolenparty              | The Mongolian Beef                                   | 9. Okt. 2008         | 22. Jan. 2009                         |
| 15         | 9         | Neue Freunde               | Making New Friends                                   | 16. Okt. 2008        | 29. Jan. 2009                         |
| 16         | 10        | Die Patriotin              | Patriot Tact                                         | 23. Okt. 2008        | 5. Feb. 2008                          |
| 17         | 11        | Pipi                       | Pee                                                  | 30. Okt. 2008        | 12. Feb. 2009                         |
| 18         | 12        | Obdachlos, aber sexy       | There’s No Place Like Homeless                       | 6. Nov. 2008         | 19. Feb. 2009                         |
| 19         | 13        | Zach Braff                 | Fetus Don’t Fail Me Now                              | 13. Nov. 2008        | 26. Feb. 2009                         |
| 20         | 14        | Ich dachte Daddy wäre tot  | I Thought My Dad Was Dead, But It Turns Out He’s Not | 20. Nov. 2008        | 5. März 2009                          |
| 21         | 15        | Kangamangus                | Kangamangus                                          | 4. Dez. 2008         | 12. März 2009                         |
| 22         | 16        | Ja, ich bell               | Vow Wow                                              | 11. Dez. 2008        | 19. März 2009                         |

## Staffel 3
Die Erstausstrahlung der dritten Staffel wurde zwischen dem 4. Februar und dem 15. April 2010 auf dem US-amerikanischen Fernsehsender Comedy Central gesendet. Eine deutschsprachige Erstausstrahlung wurde noch nicht gesendet.
| Nr. (ges.) | Nr. (St.) | Deutscher Titel                | Originaltitel                 | Erstausstrahlung USA | Deutschsprachige Erstausstrahlung (D) |
| ---------- | --------- | ------------------------------ | ----------------------------- | -------------------- | ------------------------------------- |
| 23         | 1         | Der Penis bringt es an den Tag | The Proof Is in the Penis     | 4. Feb. 2010         | —                                     |
| 24         | 2         | —                              | The Silverman and the Pillows | 11. Feb. 2010        | —                                     |
| 25         | 3         | —                              | A Slip Slope                  | 18. Feb. 2010        | —                                     |
| 26         | 4         | —                              | NightMayor                    | 25. Feb. 2010        | —                                     |
| 27         | 5         | —                              | Smellin’ of Troy              | 11. März 2010        | —                                     |
| 28         | 6         | —                              | A Fairly Attractive Mind      | 18. März 2010        | —                                     |
| 29         | 7         | —                              | Songs in the Key of Yuck      | 25. März 2010        | —                                     |
| 30         | 8         | —                              | Just Breve                    | 1. Apr. 2010         | —                                     |
| 31         | 9         | —                              | A Good Van Is Hard to Find    | 8. Apr. 2010         | —                                     |
| 32         | 10        | —                              | Wowschwitz                    | 15. Apr. 2010        | —                                     |